# Будет кровь
«Будет кровь» (англ. If It Bleeds) — сборник произведений американского писателя Стивена Кинга, опубликованный 28 апреля 2020 года (изначально его предполагалось издать 5 мая). В него вошли повести «Телефон мистера Харригана» (англ. Mr. Harrigan's Phone), «Жизнь Чака» (англ. The Life of Chuck), «Будет кровь» (англ. If It Bleeds) и «Крыса» (англ. Rat).

## Сюжет
Телефон мистера Харригана
Подросток Крейг устраивается на работу к пожилому бизнесмену Джону Харригану, который на каждый праздник дарит ему лотерейный билет. Однажды билет оказывается выигрышным и в благодарность Крейг покупает (на часть выигранных денег) мистеру Харригану iPhone. Вначале мистер Харриган сопротивляется подарку, но затем полюбил смартфон. Некоторое время спустя Джон Харриган умирает и во время похорон Крейг кладёт его смартфон во внутренний карман его пиджака.
Спустя некоторое время после похорон Крейг отправляет на смартфон мистера Харригана голосовое сообщение, рассказывая о досаждавшем ему хулигане, и вскоре этот хулиган кончает жизнь самоубийством; после этого Крейг решает больше никогда не звонить на телефон мистера Харригана и покупает себе новый мобильник, при этом не внося в контакты номер мистера Харригана. Через несколько лет пьяный водитель сбивает насмерть любимого учителя Крейга, но получает лёгкий приговор. Крейг достаёт свой старый мобильник и вновь звонит на смартфон Джона Харригана, оставляя голосовое сообщение с рассказом о пьяном водителе. Узнав, что пьяный водитель также покончил жизнь самоубийством, Крейг выбрасывает свой старый мобильник в озеро.
Жизнь Чака
За несколько дней до того, как мир окончательно обрушился в небытие, Марти Андерсон видит на рекламном щите фотографию незнакомого человека с надписью: «ЧАРЛЬЗ КРАНЦ. 39 ПРЕКРАСНЫХ ЛЕТ! СПАСИБО, ЧАК». Вскоре изображения Чака с неизменной надписью начинают появляться везде, буквально на каждом углу, а конец света неминуемо приближался. Разрушающийся мир — это мир умирающего Чарльза Кранца.
Лейтмотив повести в том, что человек содержит в себе целый мир. Это необычная повесть, рассказанная в обратном порядке, начиная с конца жизни Чарльза Кранца и возвращаясь назад во времени, где показывается, как он прожил свою жизнь.
Будет кровь
Холли Гибни из детективного агентства «Finders Keepers» («Найдём и сохраним») работает над делом о пропавшей собаке, когда видит по телевизору кадры теракта в школе. Но когда она снова смотрит ночной репортаж об этой трагедии, она замечает, что что-то не так с корреспондентом Четом Ондовски, первым оказавшимся на месте происшествия и вскоре она обнаружит, что её подозрения были не напрасными. В результате расследования Холли понимает, что на самом деле репортёр — это новое существо, способное принять облик любого человека. Холли вступает в напряжённый бой с новым «Чужаком», из которого выходит победителем.
Холли Гибни — один из повторяющихся персонажей произведений Стивена Кинга; ранее она появлялась в трилогии о Кермите Уильяме («Билле») Ходжесе («Мистер Мерседес», «Кто нашёл, берёт себе» и «Пост сдал») и в романе «Чужак» и затем стала главной героиней романов «Холли» и «Никогда не вздрагивай».
Крыса
Писатель Дрю Ларсон испытывает серьёзные проблемы с написанием романа; всякий раз, когда он пытается начать его писать, все дела у него идут наперекосяк (либо умственно, либо физически, либо или и то и другое сразу). Предприняв последнюю отчаянную попытку написать роман, он отправляется в их старый семейный дом в лесу около города ТР-90, где он встречается с говорящей крысой, которая предлагает ему заключить сделку в стиле «Обезьяньей лапки» — избавление от писательского барьера в обмен на смерть одного из его близких. Думая, что крыса всего лишь плод его воображения, Ларсон соглашается. В итоге роман был успешно написан, и вскоре ему придётся заплатить цену, обещанную крысе.

## Оценки
Брайан Труитт из «USA Today» в связи с выходом сборника констатировал, что Кинг «по-прежнему владеет бизнесом страха, как никто другой» и может удерживать внимание читателя «историями о наших мечтах и наших слабостях». Обозреватель «Publishers Weekly» признал, что сборник «представляет мастера ужасов Кинга в его лучших проявлениях, используя странное и сверхъестественное для рассказа о смертности, цене творчества и непредсказуемых последствиях материальных привязанностей». По мнению рецензента «Kirkusreviews», книга может доставить удовольствие многочисленным поклонникам Кинга и тем, кто ещё не знаком с творчеством писателя.
Рецензент «Мира фантастики» Елена Щетинина охарактеризовала «Будет кровь» как «проходной сборник из неярких, но при этом качественных текстов. Поклонникам Кинга он может быть интересен как очередной этап творческих поисков мэтра. Для тех же, кто не знаком с автором, это неплохой образец современного мистического реализма».

## Экранизации
- 10 июля 2020 года «Netflix» купил права на экранизацию повести «Телефон мистера Харригана», которая продюсировалась Blumhouse Productions и Райаном Мёрфи. Фильм вышел на экраны 5 октября 2022 года, его режиссировал Джон Ли Хэнкок. Крейга сыграл Джейден Мартелл, Джона Харригана — Дональд Сазерленд[6].
- В июле 2020 года киностудия Даррена Аронофски Protozoa Pictures купила права на экранизацию повести «Жизнь Чака». Съёмки фильма проходили при содействии киностудии Intrepid Pictures, сценаристом и режиссёром был Майк Флэнаган, Чарльза Кранца сыграл Том Хиддлстон. Фильм вышел в прокат в 2025 году[7]
- Повесть «Крыса» собирался экранизировать в 2021 году Бен Стиллер. Он был намерен стать продюсером и шоураннером проекта, сыграть одну из ролей[8].
- В 2021 году появлялись сообщения о том, что права на экранизацию повести «Будет кровь» могут быть куплены HBO[9].